# 拉拉索
拉拉索（1965年8月18日—）是緬甸克倫族的動物學家、政治人物與社會運動者，致力於改善克倫族婦女的生活條件。2021年4月反軍事政變的緬甸國家團結政府成立後，她獲提名擔任該政府的女性、青年與兒童事務部長。

## 生平
拉拉索於1965年出生於緬甸仰光永盛，於仰光大學獲學士與碩士學位，主修動物學，期間參與世界展望會並負責專案，後在世界展望會資助下赴美國賓州的東方大學修習領導與企業管理課程。2003年她加入了克倫婦女行動小組（Karen Women's Action Group, KWAG），2010年起擔任該組織的執行長，其工作包括改善克倫族婦女的生活條件、協助受家暴婦女、資助婦女教育訓練與弱勢青年教育、打擊人口販運與促進克倫民族聯盟和緬甸政府和談等。2011年她獲克倫浸禮教會表彰為傑出社會運動者，2012年獲頒InterAction人道主義獎（InterAction Humanitarian Award）。
2015年緬甸議會選舉中拉拉索當選仰光第10選區的民族院議員，2020年選舉中她當選仰光區的克倫族事務部長 ，但因翌年軍事政變而無法就任。2021年4月16日反政變的緬甸國家團結政府成立，拉拉索擔任女性、青年與兒童事務部長，在該政府的一場線上記者會中她呼籲東協與世界各國領袖不要承認政變上台的軍政府。